# Alcazaba (Alhambra)
Pour les articles homonymes, voir Alcazaba.
L'alcazaba de l'Alhambra est une alcazaba (de l'arabe Al-Qasaba - القَصَبَة, soit une citadelle) hébergeant les hommes de guerre de l'Alhambra, à Grenade.

## Étymologie
Son nom provient du mot arabe Al Casbah, qui désigne une forteresse ou un château.

## Situation
C'est la citadelle primitive, semblable à un alcazar, édifiée sur le fronton sud de la colline de l'Alhambra. Elle bénéficie d'une hauteur stratégiquement imparable : du haut de la plus haute tour, on peut observer toute la plaine de Grenade, la « Vega granadina ».

## Historique
Durant la Reconquista au XVe siècle, les princes Nazari observaient du haut de la tour de l'Alcazaba les mouvements de troupes militaires dans la plaine de Grenade. Les Rois Catholiques, leurs adversaires, avaient installé à Santa Fe un camp fortifié militaire en pleine terre ennemie, pour affirmer leur prégnance sur le terrain.

## Description
Son architecture est grossière, destinée à la protection de forteresse en temps de siège. Disposant d'une médina intérieure, distincte de celle de l'enceinte de l'Alhambra, elle correspond au donjon intérieur d'un château fort, en termes d'architecture médiévale. La forteresse disposait également de hammams, qui sont aujourd'hui en restauration.